# Skupina stromů u kostela
Skupina stromů u kostela jsou památné stromy u kostela v obci Dlouhá Ves jižně od Sušice v okrese Klatovy. Skupinu tvoří dva javory kleny (Acer pseudoplatanus L.), dva jasany ztepilé (Fraxinus excelsior L.) a lípa malolistá (Tilia cordata Mill.), stromy rostou na návrší u kostela. Jeden javor má kmen bez poškození, větve v úžlabí svírají ostrý úhel, druhý má u báze kmene plodnice šupinovky kostrbaté  (Pholiota squrrosa) a zbytky plástů sršňů, ve kmeni a hlavních větvích jsou dutiny, na kmeni boule s vlky, ve 4 m je stříška na starém řezu. První jasan má ve výšce 2 m řeznou ránu o průměru 30 cm, druhý jasan má podélnou puklinu od báze do výšky 2,5 m (šetření 2005). Stromy jsou chráněny od 24. května 2005 jako krajinná dominanta, součást kulturní památky, významné svým vzrůstem.

## Památné stromy v okolí
- Annínský smrk u rybárny
- Lípa velkolistá "u Bajčiů" ve Starých Volšovech
- Lípa velkolistá ve Starých Volšovech
- Lípa v Nuzerově I
- Lípa v Nuzerově II
- Platořská lípa
- Platořský buk
- Volšovská lípa